# Anulus femoralis
De anulus femoralis kan gezien worden als een toegangspoort tot het dijbeen. Via deze structuur kunnen bloedvaten, zenuwen en lymfevaten die afkomstig zijn van boven de heup, de regio femoris (regio van het dijbeen) bevloeien. Ze wordt aan de bovenzijde begrensd door het kigamentum inguinale (een ligament dat loopt van de spina iliaca anterior superior naar het tuberculum pubicum), en aan de onderzijde door de bovenrand van het schaambeen (os pubis).

## Vaatstelsel
Via het foramen femorale trekken enkele zenuwen en bloedvaten de regio van het dijbeen binnen, alsmede enkele lymfevaten:
- Nervus cutaneus femoris lateralis
- Musculus Iliopsoas
- Nervus femoralis
- Arteria femoralis
- Vena femoralis
- Ramus femoralis (Nervus genitofemoralis)
- Lymfevaten